# Java Desktop System
Java Desktop System（JDS）は、サン・マイクロシステムズのSolaris上のデスクトップ環境であり、Linux向けも以前はあった。
平均的なコンピュータユーザーが使い易い（つまり、Microsoft Windows によく似た）システムを提供しており、オフィススイート、ウェブブラウザ、電子メール、カレンダー、インスタントメッセンジャーなどのソフトウェアが全て揃っている。
名称には、Javaプラットフォーム向けに書かれたソフトウェアが集まるシステムになって欲しいというサンの願いが込められている。GNOMEをベースにしており、主に自由ソフトウェアを使っている。

## バージョン
サンはまず、Solaris 8 に別CD-ROMで GNOME 1.4 のプレビューリリースをバンドルした。
JDS バージョン2 には以下が含まれる。
- Javaプラットフォーム
- GNOME （Blueprintテーマ）
- StarOffice
- Mozilla
- Evolution
- MP3およびCDプレイヤー
- Java Media Player（Java Media Framework を使用）
- Pidgin
- RealPlayer

JDS 2 はSuSEベースのLinuxディストリビューション上でも利用可能である。Linuxサポートは2006年5月30日までで停止となった。
JDS 3 は Solaris 10 に同梱されている。インストール時、CDEかJDSを選択できる。JDS 3 は GNOME 2.6 ベースであり、Solaris 10 上でしか使えない。サンは社内の Solaris 10 のデスクトップを全て JDS 3 で統一している。
OpenSolaris 向けの JDS は OpenSolaris Desktop とも呼ばれる。OpenSolaris Desktop 01（2005年10月28日リリース）は GNOME 2.10 ベース、OpenSolaris Desktop 02（2005年12月23日リリース）は GNOME 2.12 ベースであった。